# Liste von Sakralbauten in Mecklenburg-Vorpommern

Landkreise und kreisfreie Städte in Mecklenburg-Vorpommern

Die Liste von Sakralbauten in Mecklenburg-Vorpommern ist nach Landkreisen und kreisfreien Städten Mecklenburg-Vorpommerns untergliedert.
Der Erhalt von Kirchbauten wird durch verschiedene Organisationen gefördert, neben den Kirchgemeinden selbst vor allem durch die Deutsche Stiftung Denkmalschutz und die Stiftung „Kirchliches Bauen in Mecklenburg“.

## Liste

### Nach Landkreis
Mecklenburg-Vorpommern ist in sechs Landkreise und zwei kreisfreie Städte untergliedert.
- Sakralbau im Landkreis Ludwigslust-Parchim
- Sakralbau im Landkreis Mecklenburgische Seenplatte
- Sakralbau im Landkreis Nordwestmecklenburg
- Sakralbau im Landkreis Rostock
- Sakralbau in Rostock
- Liste von Sakralbauten in Schwerin
- Sakralbau im Landkreis Vorpommern-Greifswald
- Sakralbau im Landkreis Vorpommern-Rügen

### Nach Konfession
Evangelische Kirche
Der Kirchenkreis Mecklenburg der Evangelisch-Lutherischen Kirche in Norddeutschland ist in vier Propsteien untergliedert:
- Liste der Kirchen in der Propstei Parchim
- Liste der Kirchen in der Propstei Rostock
- Liste der Kirchen in der Propstei Neustrelitz
- Liste der Kirchen in der Propstei Wismar

Der Pommersche Evangelische Kirchenkreis ist in drei Propsteien unterteilt:
- Liste der Kirchen in der Propstei Demmin
- Liste der Kirchen in der Propstei Pasewalk
- Liste der Kirchen in der Propstei Stralsund

Römisch-katholische Kirche
Seitens der römisch-katholischen Kirche sind das Erzbistum Hamburg und das Erzbistum Berlin vertreten.
- Liste der Kirchen der Region Mecklenburg des Erzbistums Hamburg
- Liste der Kirchen des ehemaligen Dekanats Vorpommern des Erzbistums Berlin

Judentum
Die aktiven Synagogen gehören zum Landesverband der Jüdischen Gemeinden in Mecklenburg-Vorpommern, ehemalige Synagogen gehörten zu den Dachverbänden Israelitische Landesgemeinde Mecklenburg-Schwerin,  Israelitische Landesgemeinde Mecklenburg-Strelitz und Preußischer Landesverband der jüdischen Gemeinden. 
- Liste der Synagogen in Mecklenburg-Vorpommern